# Kuh-e Baba
Kuh-e Baba (persiska: کوه بابا) är en av de bergskedjor i Afghanistan som sträcker sig mot sydväst från övriga Hindukush. Samtliga tre afghanska större flodsystem har sin källa i Kuh-e Baba; Kabul, Helmandfloden och Hari Rud. Bergskedjans högsta topp, Shah Fuladi, ligger omkring 5 100 meter över havet, strax söder om Bamiyan.

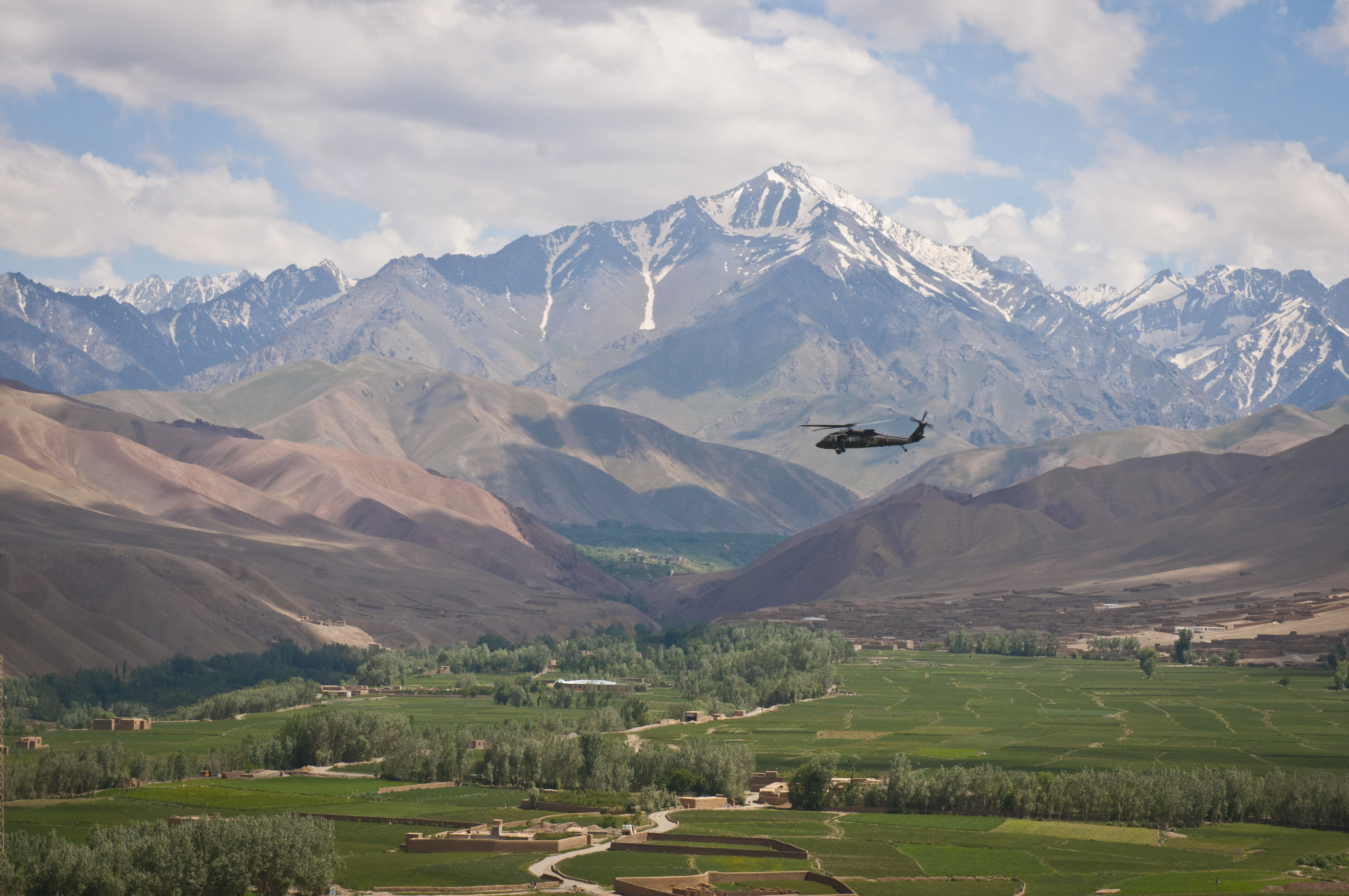
Kuh-e Baba och Bamiyanflodens dalgång 2012